# Bundesverband Deutscher Galerien und Kunsthändler
Der Bundesverband Deutscher Galerien und Kunsthändler e. V. (BVDG)  ist ein deutscher Zusammenschluss von Galeristen, Kunsthändlern und Editeuren, die hauptberuflich und überwiegend mit der bildenden Kunst des 20. und 21. Jahrhunderts handeln. Der BVDG engagiert sich für die  Gestaltung der kulturpolitischen kommerziellen Rahmenbedingungen, innerhalb derer Kunstvermittlung  stattfinden kann.

## Geschichte
Der heutige BDVG ging aus dem Verein  progressiver deutscher Kunsthändler hervor, der 1966 durch die Galeristen Hein Stünke und Rudolf Zwirner gegründet wurde, um vor allem den Kölner Kunstmarkt zu organisieren. Dieser Verein ging 1973 in der neu gegründeten Europäischen Kunsthändlervereinigung (EKV) auf. 1970 entstand auf Betreiben des Kölner Galeristen Ingo Kümmel ein Konkurrenzverein, der „Internationale Kunst- und Informationsmesse e. V.“ (IKI)”, der die gleichnamige Messe veranstaltete. Zum 9. September 1975 luden der Sprecher der Internationale Kunst- und Informationsmesse (IKI) Alexander Berswordt-Wallrabe (Galerie m, Bochum) und Rudolf Zwirner von der Europäischen Kunsthändler-Vereinigung zur Gründungsveranstaltung eines gemeinsamen Galeristenverbandes ein. Die 37 Teilnehmer beschlossen die Gründung des Bundesverbandes Deutscher Galerien. Der Kunstmarkt Köln wurde mit der IKI zum Internationalen Kölner Kunstmarkt 1975 zusammengelegt, der auf dem Kölner Messegelände in Köln-Deutz stattfand. Der neue Verein fungierte als ideeller Träger, während die Kölner Messegesellschaft der professionelle Ausrichter war. Die Kunstmesse bezeichnet sich heute als Art Cologne. Im Frühjahr 2007 schloss sich der Bundesverband Deutscher Galerien (BVDG) und der Bundesverbands Deutscher Kunstverleger (BDKV) zum Bundesverband Deutscher Galerien und Editionen (BVDG)  zusammen. Auf einer Mitgliederversammlung des BVDG wurde 2011 die Umbenennung des Verbandes in Bundesverband Deutscher Galerien und Kunsthändler e. V. beschlossen. 2010 verlegte der Verband seinen Sitz von Köln nach Berlin.

## Zielsetzung
Mit rund 340 Mitgliedern ist der BVDG heute der größte Galeristenverband weltweit; er gehört dem europäischen Dachverband FEAGA (Federation of European Art Galleries Associations) an und ist in weiteren Verbänden und Institutionen aktives Gründungsmitglied: im Arbeitskreis Deutscher Kunsthandelsverbände, in der Sektion Kunstrat des Deutschen Kulturrats, in der Ausgleichsvereinigung Kunst und im Zentralarchiv des internationalen Kunsthandels. Ziel des Vereins ist es seit Gründung, eine jährliche Kunstmesse zu organisieren, sowie die kulturpolitischen und wirtschaftlichen Interessen der Galeristen, Kunsthändler und Editeure gegenüber Politik, Medien und Öffentlichkeit zu vertreten.
Durch die Mitarbeit in verschiedenen Fachausschüssen des Deutschen Kulturrats, im Beirat der Künstlersozialkasse, sowie in den Jurys des Kunstfonds und des Künstlerförderprogramms auf der Art Cologne nimmt der Verband ebenfalls Einfluss auf die Entwicklung des Kunstmarkts in Deutschland und bringt hier die Interessen seiner Mitglieder ein. Eine der ersten kulturpolitischen Aktivitäten des BVDG war 1975 die Unterstützung des an alle politischen Parteien gerichteten Appells „Kunst ist kein Luxus“, um eine große Anfrage im Deutschen Bundestag zur Kulturpolitik zu unterstützen. Im gleichen Jahr beteiligte sich der BVDG erstmals an einem Treffen der Arbeitsgemeinschaft Kunsthandelsverbände, einem gemeinsamen Forum für kunsthandelspolitische Aktivitäten. Bereits in dieser Sitzung stand das Thema Folgerecht' im Vordergrund, mit dem der BVDG bis heute befasst ist.

## Tätigkeit
1976 kam es zu ersten Überlegungen im BVDG, wie die geplante neue Künstlersozialabgabe politisch und finanziell aufgefangen werden könnte. Innerhalb des Arbeitskreises deutscher Kunsthandelsverbände wurden in den folgenden Jahren Verhandlungen mit der VG Bild-Kunst geführt, um zu einem Pauschalarrangement zur Abgeltung des Folgerechts und der Künstlersozialabgabe zu kommen. Unter Mitwirkung des BVDG wurde schließlich 1980 die Ausgleichsvereinigung Kunst gegründet, die im Zuge der Abgabe einer Jahresumsatzpauschale den beteiligten Galerien bürokratische und wirtschaftliche Erleichterungen ermöglicht.
Ebenfalls 1980 rief der spätere Vorsitzende des BVDG, Gerhard F. Reinz, gemeinsam mit der Galeristin Philomene Magers das Förderprogramm junger Künstler auf der Kölner Kunstmesse (1984 in Art Cologne umbenannt) ins Leben. Das Förderprogramm junger Künstler, seit 2009 New Positions genannt, wird finanziell unterstützt vom Bundesbeauftragten für Kultur und Medien, dem Land Nordrhein-Westfalen, der Stadt Köln sowie der Kölnmesse. Zu den rund 650 bisher Geförderten gehören zahlreiche inzwischen international anerkannte Künstler wie Rosemarie Trockel, Tracey Emin, Olafur Eliasson, Neo Rauch und viele andere.
1988 führte der Verband zusammen mit der Kölnmesse den ART COLOGNE-Preis ein. Der Preis wurde fortan an Persönlichkeiten vergeben, die sich um die internationale Vermittlung der modernen und aktuellen Kunst verdient gemacht haben. Erste Preisträgerin war die New Yorker Galeristin Ileana Sonnabend, es folgten namhafte Ausstellungsmacher, Galeristen, Sammler und Kunstwissenschaftler wie Harald Szeemann, Annely Juda, Frieder Burda, Werner Spies und Harald Falckenberg.
1991 übernahm der Verband die Organisation des Arbeitskreises deutscher Kunsthandelsverbände (ADK), in dem die politischen und wirtschaftlichen Interessen des Kunsthandels gebündelt formuliert und in den politischen Raum eingebracht werden. Dem ADK gehören derzeit an: der BVDG, der Bundesverband des deutschen Kunst- und Antiquitätenhandels (BDKA), der Verband deutscher Antiquare (VDA) und der Bundesverband Deutscher Kunstversteigerer (BDK).
1992 wurde das Zentralarchiv des deutschen und internationalen Kunsthandels (ZADIK) durch den BVDG gegründet. Ziel des ZADIK ist es, die Einflüsse des Kunsthandels auf die internationale Kunstentwicklung und seine Rolle auf dem Gebiet der Kunstvermittlung, insbesondere nach 1945, zu dokumentieren und zu erforschen. 2001 erfolgte der Umzug des ZADIK von Bonn nach Köln.
Seit 2001 werden auf Initiative des BVDG deutsche Galerien im Rahmen der Außenwirtschaftsförderung bei der Teilnahme an Auslandskunstmessen finanziell unterstützt: So wurden von 2001 bis 2004 Galerien aus Nordrhein-Westfalen auf der Messe Paris Photo durch das NRW-Wirtschaftsministerium und von 2004 bis 2007 deutsche Galerien auf der New Yorker Kunstmesse Armory Show durch das Bundeswirtschaftsministerium gefördert.
Seit 2007 vergeben der BVDG und die Koelnmesse  den Cologne Fine Art-Preis. Erstmals 1996 vom BDKV auf der art multiple in Düsseldorf eingeführt, wird der Preis an Künstler überreicht, in deren Werk das Prinzip der Vervielfältigung eine zentrale Rolle spielt. Bisherige Preisträger waren unter anderen Dieter Roth, Astrid Klein, Sigmar Polke, Thomas Schütte und Katharina Sieverding.

## Auswahl Künstler Förderprogramm junger Künstler (New Positions)
- Candida Höfer, 1981 (Konrad Fischer, Düsseldorf)
- Erwin Wurm, 1982 (Galerie nächst St. Stephan, Wien)
- Rosemarie Trockel, 1984 (Galerie Philomene Magers, Bonn)
- Dirk Skreber, 1987 (Galerie Schmela, Düsseldorf)
- Thomas Demand, 1992 (Galerie Tanit, München)
- Olafur Eliasson, 1994 (Lukas & Hoffmann, Köln)
- Tracey Emin, 1994 (Jay Jopling/White Cube, London)
- Eberhard Havekost, 1997 (Galerie Gebr. Lehmann, Dresden)
- Neo Rauch, 1999 (Galerie Eigen + Art, Leipzig und Berlin)
- Christian Hahn, 2003 (Galerie Sfeir-Semler, Hamburg)
- Jorinde Voigt, 2006 (Galerie Fahnemann, Berlin)

## Vorsitzende
- Alexander von Berswordt-Wallrabe, Bochum, 1975–1978
- Bogislav von Wentzel, Hamburg/Köln, 1978–1984
- Gerhard F. Reinz, Köln, 1984–1997, seit 1997 Ehrenvorsitzender
- Dietmar Löhrl, Mönchengladbach, 1997–2001
- Heinz Holtmann, Köln, 2001–2004
- Bernhard Wittenbrink, München, 2004–2007
- Klaus Gerrit Friese, Stuttgart, 2007–2013
- Kristian Jarmuschek, Berlin, 2013